# El Campillo (Huelva)
El Campillo es un municipio y localidad española de la provincia de Huelva, en la comunidad autónoma de Andalucía. El municipio cuenta con una población de 2014 habitantes (INE 2024).

## Geografía
Integrado en la comarca de Cuenca Minera, se sitúa a 66 kilómetros de la capital provincial. El término municipal está atravesado por la carretera nacional N-435, entre los pK 162 y 169, y por la carretera autonómica A-461, que permite la comunicación con Minas de Riotinto. 
El relieve del municipio está definido por las primeras elevaciones de Sierra Morena, en la transición con El Andévalo. El río Odiel hace de límite con Almonaster la Real por el norte mientras que el río Tinto hace de límite con Nerva y El Madroño por el sureste. Al este se encuentran algunas de las minas del río Tinto, además de los embalses que sirven de almacenamiento de aguas de la actividad minero-metalúrgica (embalse de la Aguzadera, presa de Gossan). La altitud oscila entre los 580 metros al noreste, en la sierra de Cecimbre, y los 150 metros al sureste, a orillas del río Tinto. El caso urbano se alza a 434 metros sobre el nivel del mar. 
| Noroeste: Almonaster la Real | Norte: Aracena y Campofrío      | Nordeste: Nerva                 |
| Oeste: Almonaster la Real    |                                 | Este: Minas de Riotinto y Nerva |
| Suroeste: Zalamea la Real    | Sur: Zalamea la Real y Berrocal | Sureste: El Madroño (Sevilla)   |

## Historia
Cuando en el último tercio del siglo XIX los ingleses de la Rio Tinto Company Limited (RTC) llegaron a las Minas de Riotinto para la explotación de filones cupríferos, el pueblo de El Campillo sufrió un aumento importante en su demografía. Con la llegada de estos trabajadores el pueblo se transformó radicalmente en su fisionomía y su economía, paso de ser un pueblo meramente agrícola-ganadero a iniciarse en la actividad minera, siendo la base principal de la economía de la zona. Además, la RTC construyó el llamado ferrocarril de Riotinto para dar salida al mineral extraído de las minas hasta el puerto de Huelva, el cual también disponía de servicios de pasajeros. Esta línea férrea contó en El Campillo con una estación de ferrocarril propia, perteneciente al ramal Minas de Riotinto-Zalamea la Real. Dentro del término municipal también se encontraba la estación de Los Frailes, adscrita a la vía general del ferrocarril minero. 
Estos inmigrantes fueron asentándose y creando nuevos barrios en El Campillo, que se colocaban junto a los ya existentes del caserío agrícola, esto hizo que ahora tenga dos barrios muy diferenciados: El Campillo Viejo (caserío agrícola) con sus calles irregulares se diferencian del otro barrio El Campillo Nuevo (nuevos asentamientos mineros) que sus calles están formadas por manzanas perfectas con un típico estilo de construcción inglesa. Todo esto contribuyó a que El Campillo pasara de ser una aldea sin importancia de Zalamea la Real a convertirse en una aldea con gran importancia sobre el resto (finales del siglo XIX). Se comienza a gestar el principio de una emancipación de Zalamea la Real, que con la mediación del que sería su primer alcalde Virgilio Pernil Macías se consiguió en 1931. Durante la Segunda República su nombre se cambió al de «Salvochea», en honor del destacado anarquista Fermín Salvochea.
El 25 de agosto de 1936, un mes después del inicio de la guerra civil española, la cárcel del pueblo fue incendiada con los presos dentro, poco antes de que entrasen las tropas nacionales. El pueblo se hizo famoso por este suceso. La versión mayoritaria afirma que la cárcel fue quemada por los republicanos. No obstante, la dificultad de aceptar dicha versión dio lugar a otra que atribuyó a las tropas nacionales el incendio de la prisión, aunque los presos quemados vivos eran considerados de derechas (la mayoría de ellos del Partido Radical). En una monografía sobre El Campillo, varios investigadores de la Universidad de Huelva afirman que no hay duda que los autores eran adictos al Frente Popular. Este suceso fue utilizado como justificación para la posterior represión franquista. Parte del pueblo fue arrasado por la columna rebelde mandada por el comandante Luis Redondo. El general Queipo de Llano, al mando del bando sublevado en Andalucía, propagó entonces que tras haber quemado vivos a 22 derechistas e incendiado también las casas habitadas por personas de derechas, «el fuego se propagó a las restantes», lo cual era falso.

## Demografía
El Campillo cuenta con una población de 2014 habitantes (INE 2024).
| Gráfica de evolución demográfica de El Campillo entre 1940 y 2021 |
| |
| Población de derecho según los censos de población del INE Población de hecho según los censos de población del INEEntre el censo de 1940 y el anterior, aparece este municipio porque se segrega del municipio Zalamea la Real en el año 1931 |

## Economía
El sector agrario ha sido y es la principal actividad económica. Resaltar que la productiva de cultivo eran los cereales, hortalizas y olivos, todo esto ha cambio sustancialmente en los últimos años con una gran transformación para dedicarse a plantación de cítricos y algunos frutales.
Por el enclave en el que está situado, son muy importantes las explotaciones mineras de Minas de Riotinto.

### Evolución de la deuda viva municipal
| Gráfica de evolución de Deuda viva del Ayuntamiento de El Campillo entre 2008 y 2021                                  |
| |
| Deuda viva del Ayuntamiento de Campillo (El) en miles de Euros según datos del Ministerio de Hacienda y Ad. Públicas. |

## Símbolos
El escudo heráldico y la bandera del municipio fueron aprobados por el pleno municipal el 2 de diciembre de 1998, y posteriormente ratificado por la Junta de Andalucía con el decreto 215/1999 de 19 de octubre. Las descripciones de dichos símbolos municipales son las siguientes:
- Escudo heráldico: De azur sol naciente de oro sostenido de terrasa de sinople, surmontado a la diestra de espiga de trigo en palo, de oro, acompañada de dos flores de jara de plata, y a la siniestra de candil romano de plata encendido de gules. Bordura de gules con la inscripción en la campaña <<Unidos laboramos>> en oro. Al timbre, corona real cerrada.[7]

- Bandera municipal: Tres franjas paralelas entre sí y al asta de similares dimensiones y de colores blanco, azul y blanco, cargadas de franja perpendicular a las anteriores y al asta, de color rojo y de 1/11. Centrado y sobrepuesto, el escudo de armas local.[7]

Dicho decreto fue publicado en el BOJA n.º 128, de 4 de noviembre de 1999.

## Patrimonio y monumentos

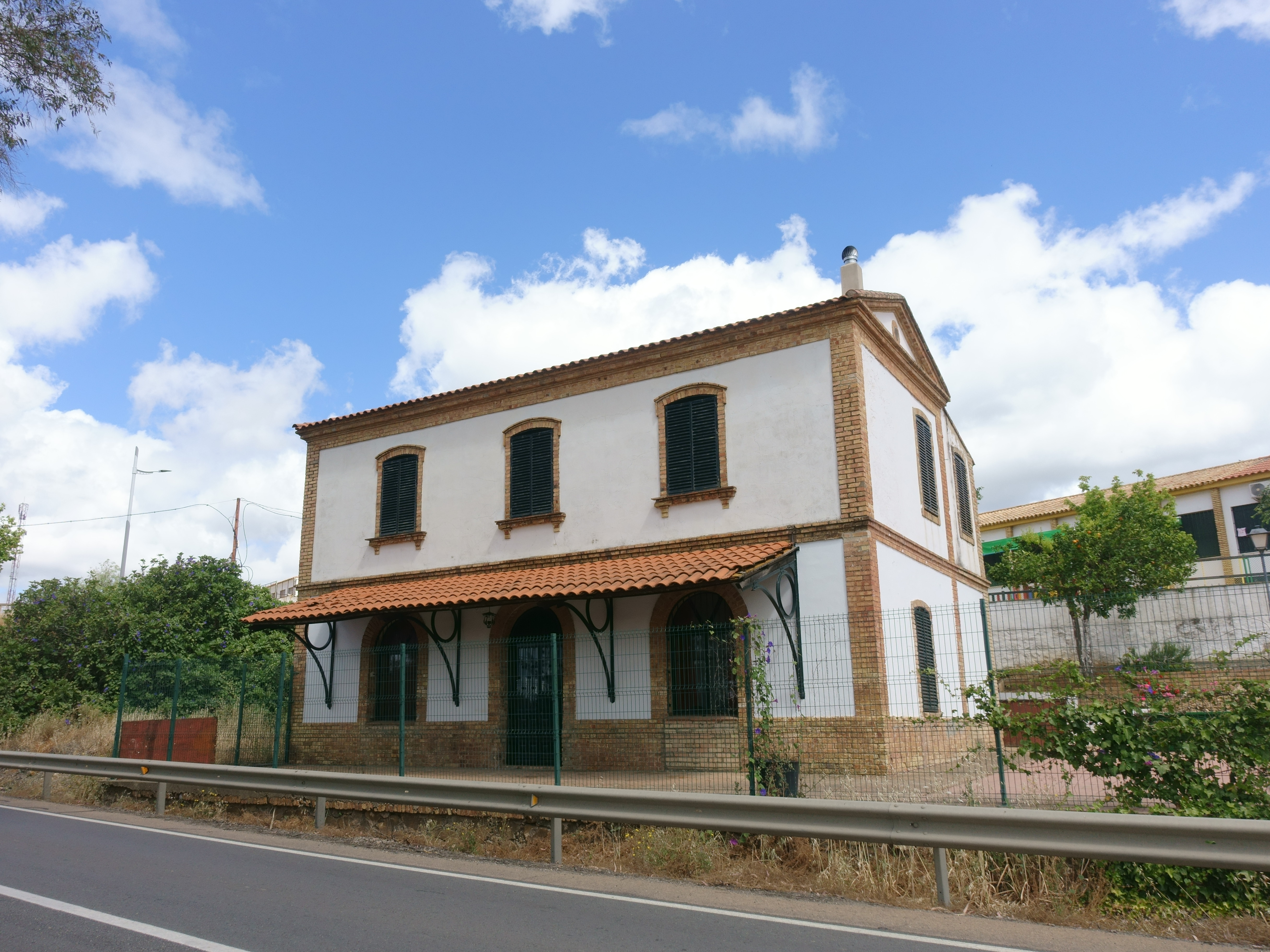
Antigua estación de ferrocarril

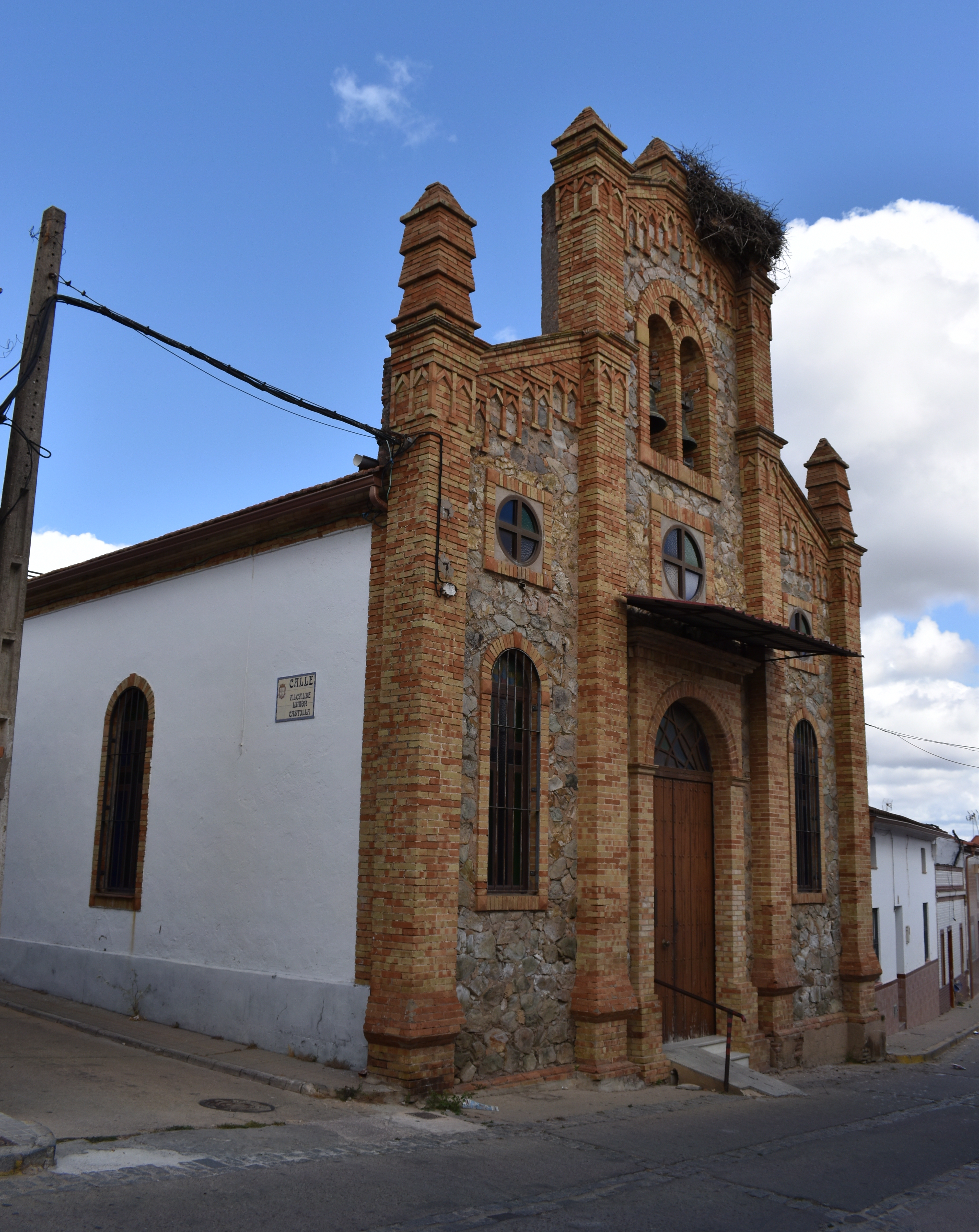
Iglesia de Santa María de Jesús

### Patrimonio histórico
- Cabezos Coloraos. Recinto amurallado de época almohade, construido en mampuestos, con dos metros de espesor.
- Castillo de Monago. Antigua fortaleza de origen musulmán.
- Dolmen de La Cantina. Enterramiento colectivo calcolítico.

### Patrimonio minero-industrial
- Cañada de las Adelfas. Escorial de cobre perteneciente a una antigua fundición de época musulmana.
- Cerca de los Cantos. Antigua fundición romana de hierro.
- Estación de El Campillo (s. XX). Antigua estación perteneciente al ferrocarril de Riotinto.
- Mimbrera. Pequeña mina explotada en época romana.
- Mina Poderosa. Restos de minería antigua, con indicios de explotaciones romanas y prerromanas.
- Moralejo: Escorial con restos de hornos perteneciente a una fundición romana de cobre.
- Presa de Cobre (s. XX). Embalse para residuos minerales de Cerro Colorado.
- Presa de Gossan (s. XX). Embalse para residuos minerales de Cerro Colorado.

### Patrimonio religioso
- Iglesia de Santa María de Jesús (s. XX).

## Cultura

### Fiestas
- Carnaval: La celebración del carnaval es una de las fiestas más populares en El Campillo. Se celebra en el mes de febrero. Existe un evento de agrupaciones de carvanal, las cuales se distinguen en chirigota, comparsa y cuarteto.
- Día de la Villa: Se celebra el 22 de agosto y conmemora la independencia de Zalamea la Real en 1931.
- Día de Ntra. Sra. de la Granada: Se celebra el 24 de agosto en honor a la virgen Ntra. Sra. de la Granada, patrona de El Campillo.
- Romería de la santa Cruz: Se celebra desde 1944, anteriormente se hacía el último domingo del mes de mayo aunque actualmente se festeja el primer domingo de mayo. Hay distintas actividades tanto en el pueblo como en el lugar de peregrinación, Rocalero.
- Festival Ecléctico: La Sombra del Ciprés. Encuentro Arte-Natura organizado por la Asociación Cultural Monago, que se celebra en el parque de Los Cipreses a mediados de septiembre.